# Собор всесвітнього миру
Собор всесвітнього миру (яп. 世界平和記念聖堂, англ. Hiroshima World peace Memorial Cathedral) — кафедральний собор Хіросімської діозеції Римо-Католицької Церкви в Японії в районі Нака-ку міста Хіросіма, префекутури Хіросіма, Японія. Відомий також як Хіросімський меморіальний собор всесвітнього миру або Католицька церква Ноборіматі.

## Короткі відомості

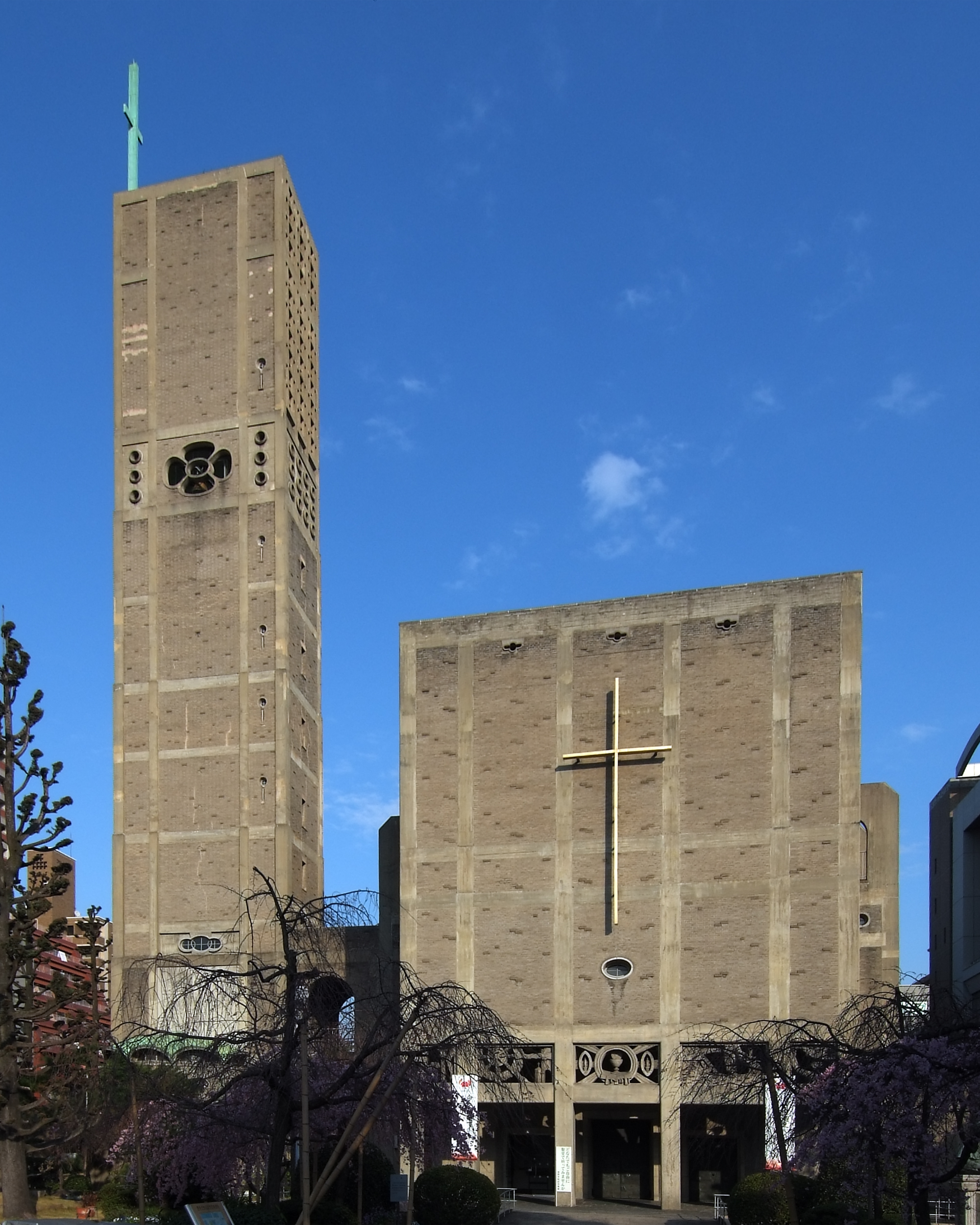
Собор всесвітнього миру у 2006 році

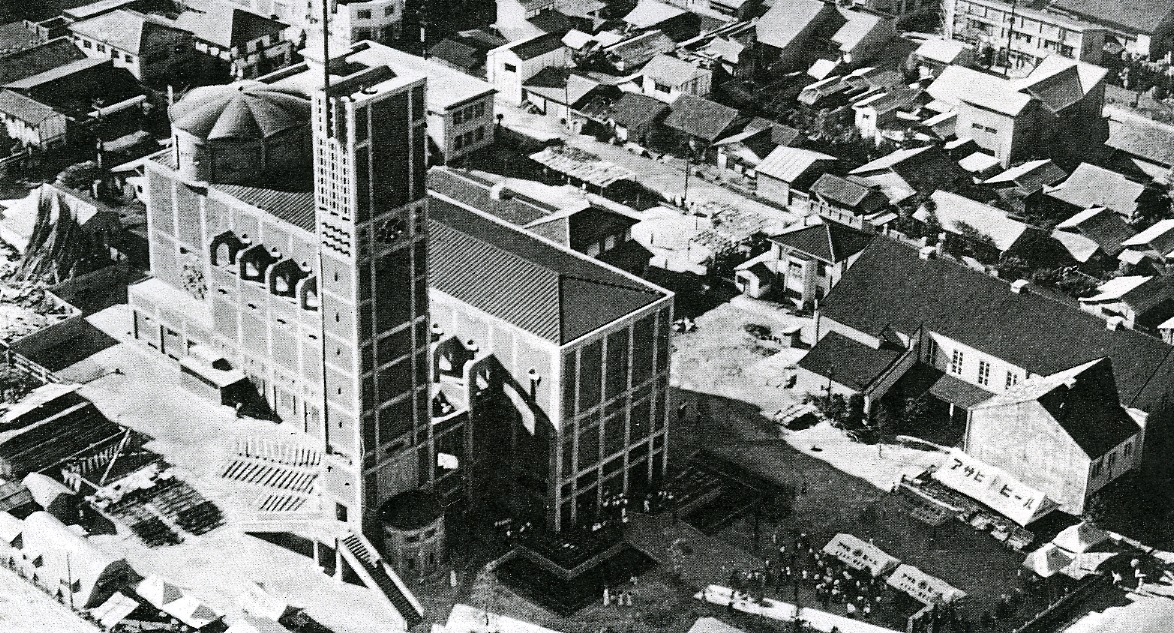
Собор всесвітнього миру у 1955 році

До Другої світової війни на території сучасного Собору, у місцевості Ноборіматі, існувала невелика дерев'яна католицька церква. 6 серпня 1945 року вона була знесна вибухом ядерної бомби, що розірвалася на відстані 1,2 км від неї. Сусідній дім священиків уник ударної хвилі і встояв, проте згорів під час величезної пожехі, спричиненої вибухом.
Настоятель церкви, німецький єзуїт Гуго Лассаль, зазнав тяжких поранень, але вижив. Після атомного бомбардування Хіросіми в нього виник задум спорудити в спустошеному місті християнський собор, для постійного вшанування загиблих і моління за мир у всьому світі. У результаті конкурсу на найкращий проект Собору була вибрана робота відомого японського архітектора Танґе Кендзо.
Будівництвом Собору керував Мурано Тоґо. Спорудження проводилося на добровільні пожертви мешканців повоєнної Хіросіми і віруючих з усього світу, які збирав Гуго Лассаль.
Роботи розпочалися 6 серпня 1950 року і завершилися рівно за чотири роки. Собор побудували з залізобетону і дерева, у поєданні японського і західного архітектурного стилів. Орган, вітражі, мозайки і дзовони надійшли від віруючих німецького міста Кьольн. Загальна площа собору дорівнювала 1230 м². Висота дзвіниці становила 45 м. До 1980-х років Собор був найвищою будівлею міста Хіросіма.
25 лютого 1981 року Собор відвідав Папа Римський Іоанн Павло ІІ, який оголосив у соборі "Заклик до миру".
У 1983 році в соборі провели капітальний ремонт.
У липні 2006 року будівля Собору, разом із Хіросімським музеєм миру, була зарахована японською владою до важливих культурних надбань Японії.
Поруч з Собором знаходиться Музичний університет св. Єлізавети.

## Розклад літургій

### Будні
- 07:00

### П'ятниця
- 07:00
- 10:00
- （Перша п'ятниця місяця 18:00）

### Субота
- 18:00

### Неділя
- 08:00
- 09:30
- 14:30
- 18:00